# Varyto

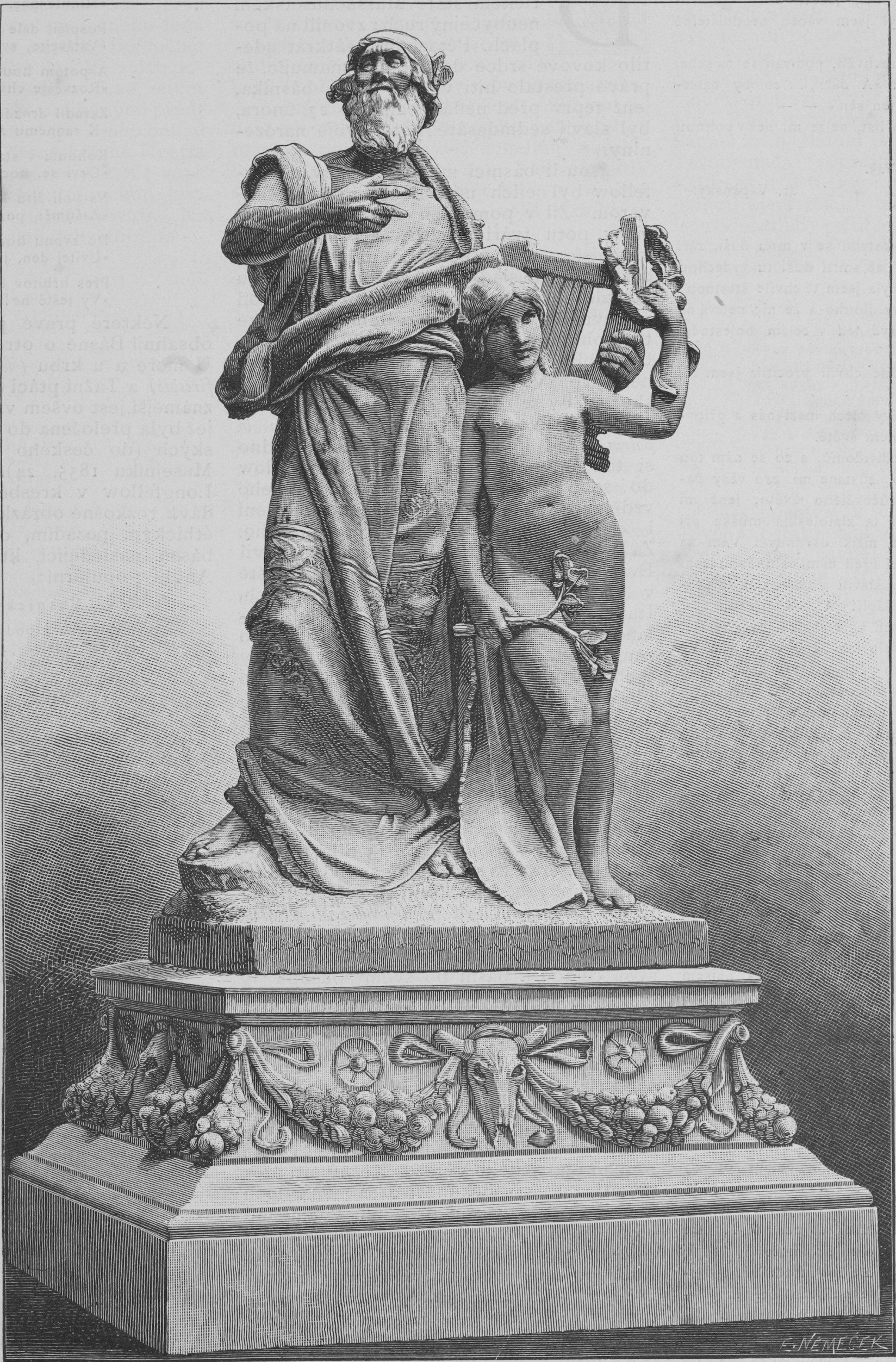
J. V. Myslbek, návrh sousoší Lumír a Píseň: v levé ruce pěvce je varyto

Varyto je označení pro pravděpodobně neexistující staročeský strunný hudební nástroj podobný harfě. Tato domněnka je založena na jediném výskytu výrazu „uarito“ v Rukopisu královédvorském na začátku básně nazývané Záboj. Se slovem „varyto” nebo s představou tohoto nástroje se přesto můžeme opakovaně setkat v českých výtvarných, literárních i hudebních dílech vzniklých zejména ve 2. polovině 19. století.

## Vznik a výklad slova
V Rukopisu královédvorském je skladba nazývaná Záboj (někdy i Záboj a Slavoj, původně Záboj, Slavoj, Ludiek). Začíná tím, jak Záboj shromáždil vojsko, vzal zvučné varyto a svým zpěvem muže vyzýval k boji proti nepřátelskému králi Luďkovi. Na straně 20 původního rukopisného zlomku je verš 19, který má v paleografickém přepisu tvar: „wze uarito zuucno”.
Václav Hanka ve svých vydáních Rukopisu (poprvé v roce 1819) tento verš uváděl v podobě „wze warito zwučno”, v pozdějších vydáních je i „vze varyto zvučno”. Novodobé přepisy a přebásnění uvádějí „vzal varyto zvučné" nebo „uchopil varyto zvučné”.
Slovo varyto je tzv. Hapax legomenon (jedinkrát řečené), tedy slovo, které se vyskytuje jen jednou. Je proto obtížně přeložitelné, jeho význam není zřejmý.
Už v roce 1821 použil toto slovo Josef Jungmann ve své básni Krok, která uváděla první číslo stejnojmenného časopisu. Je v ní verš, jak pěvkyně Libuša „kauzelným warytem skály pohýbala” a také „Sem pěwče s warytem zwučným...”. A ve svém Slovníku česko-německém v roce 1839 Josef Jungmann uvedl i výklad slova waryto (warito): „nástroj hudební starých Čechů (Saiteninstrument der alten Böhmen)”. Německý výraz Saiteninstrument označuje dokonce přesněji strunný nástroj.
Riegerův Slovník naučný z roku 1860 uvádí heslo „barbiton", jehož autorem byl Václav Zelený: Barbiton (řc. varyto), nástroj hudební st.—řecký, i u řím. básníků připomínaný, o 7 strunách větší než lyra, jehož vynalezení se Anakreontovi připisovalo. Slovanská forma slova toho varyto vyskytuje se v Král Rpse (Vza varyto zvučno), po kterémž jí i novější čeští básníci zhusta užívají; Vinařický nazval sbírku svých líbezných básniček: Varyto a lyra. Odvození slova varyto od řeckého výrazu βάρβιτον nebo βάρβιτος, označujícího starověký strunný nástroj podobný lyře a známý z děl antických klasiků, uváděli jako argument pro nepravost ve sporu o Rukopisy také Julius Feifalik a Antonín Vašek. Obdobné je i řecké slovo βαρυτονος, znamenající hluboko znějící zvučný hlas – baryton.
Stylizovanou, zjednodušenou představu nástroje znázorňoval znak spolku Umělecká beseda, založeného v roce 1863: tři struny na lyře-varytu měly symbolizovat spojitost literární, hudební a výtvarné tvorby.
Na rozdíl od jiných často zobrazovaných starožitných prvků (jako např. přilba svatého Václava, želenická spona, zbečenský třmen) není varyto doloženo žádným archeologickým nálezem.

## Varyto v české kultuře
Představu varyta jako hudebního nástroje využili ve svých dílech mnozí čeští umělci. Z literární oblasti to byli např. již zmínění Josef Jungmann (báseň Krok, 1821) a Karel Alois Vinařický (sbírka Varito a lyra, 1843). Ján Kollár má ve svém životním díle Slávy dcera (1824) verš: „Často snad jen nářkem zníš a lkáním, ty mé novostrunné varyto…". Významnou symbolickou roli přisoudil varytu Julius Zeyer v závěru cyklu Vyšehrad (1879): pěvec Lumír odchází, doba reků a bájných hrdinů končí, varyto je zlomeno.

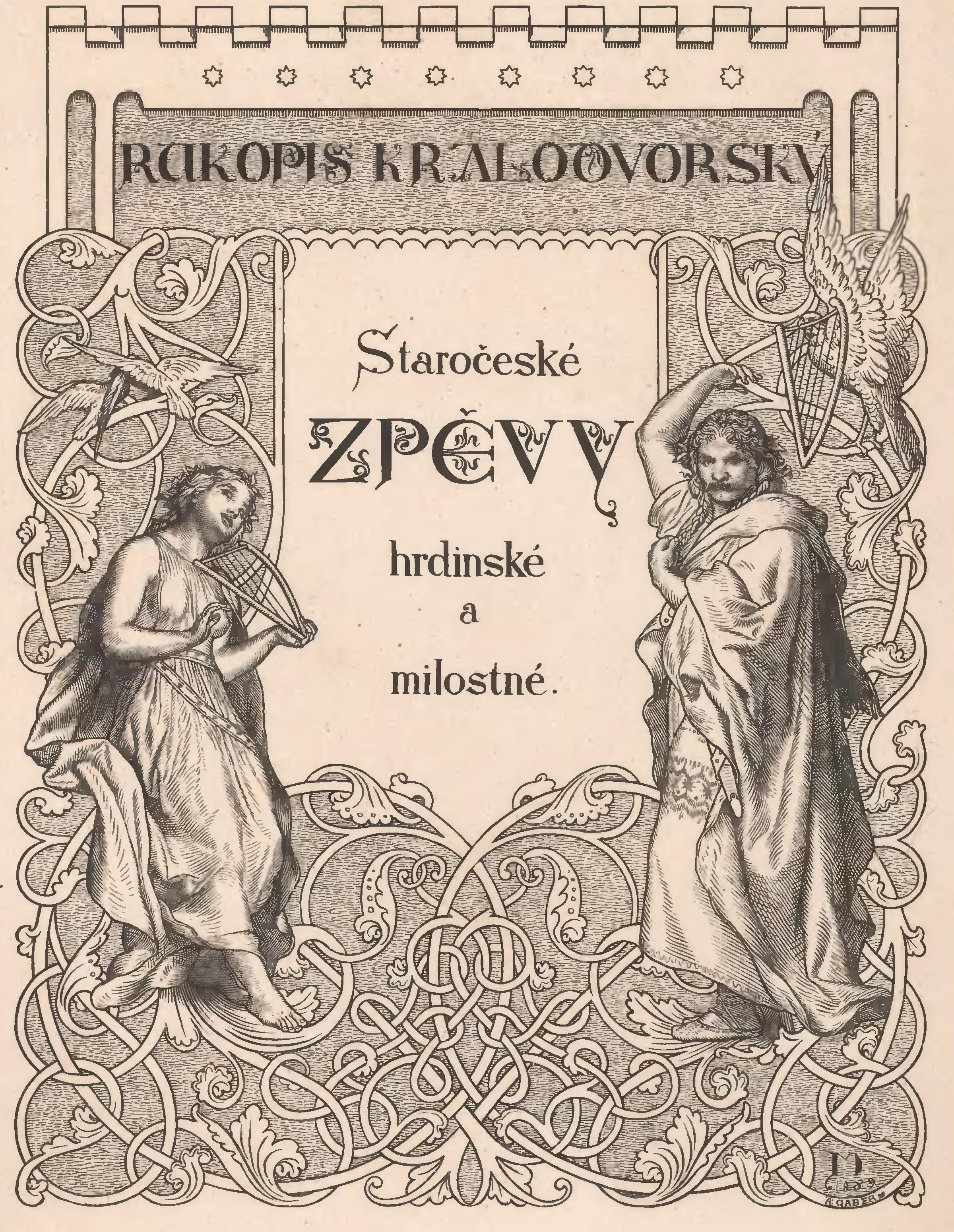
Josef Mánes: obálka k Rukopisu králodvorskému

Z českých výtvarných umělců zpodobnil varyto např. Josef Mánes: na jeho dřevorytech k bibliofilskému vydání "hrdinských a milostných zpěvů" Rukopisu králodvorského z roku 1861 najdeme varyto dvakrát už na obálce a pak i na ilustracích k básni Záboj a Slavoj. V roce 1862 namaloval Mánes prapor s varytem a heslem „Zpěvem k srdci, srdcem k vlasti“ pro pěvecký spolek Hlahol; ten má jako svůj symbol sedmistrunné varyto i v současné době. Známá je postava dívky hrající na varyto na akvarelu Píseň na Tursku z roku 1890 od Mikoláše Alše. V letech 1881–1897 vytvořil Josef Václav Myslbek čtyři sousoší pro Palackého most v Praze; jedním z nich je Lumír a Píseň, kde pěvec Lumír drží varyto (sousoší byla po 2. světové válce přemístěna do Vyšehradských sadů).
Varyto najdeme i ve výzdobě fasády pražského Národního divadla z roku 1881. V nice západního rohu severního průčelí je socha Lumíra s varytem od Antonína Wagnera, nad postranním vchodem pro účinkující na západní straně budovy je Myslbekova alegorická socha Zpěvohry – dívka držící varyto. Ve výzdobě foyeru Národního divadla navržené a realizované Mikolášem Alšem a Františkem Ženíškem najdeme varyto na lunetě Králové Dvůr a na nástěnných obrazech Mýtus a Zpěv bohatýrský.
Výrazně je varyto spojeno především s hudbou. Josef Leopold Zvonař v letech 1859–62 složil operu Záboj, jejíž libreto motivované touto básní z Rukopisu královédvorského napsal Alois Vojtěch Šmilovský. Opera, v jejímž 2. dějství měl Záboj hrát na varyto, nebyla nikdy scénicky uvedena. Zato byla v roce 1868 uvedena Smetanova opera Dalibor, v jejímž českém libretu od  Ervína Špindlera je varyto součástí přestrojení Milady za mladého žebráka. V roce 1871 napsal rovněž na motivy Záboje libreto Gustav Pfleger Moravský, který s varytem počítal i v dramatických scénách, ale nenašel nikoho, kdo by dílo zhudebnil. Varyto figuruje i v historicko-romantické opeře Záviš z Falkenštejna, kterou složil Josef Richard Rozkošný na libreto Jindřicha Hanuše Böhma, k němuž byla námětem stejnojmenná tragédie Vítězslava Hálka. Opera byla v roce 1877 uvedena v pražském Prozatímním divadle.
Z nástrojů používaných v symfonickém orchestru se představě varyta nejvíce blíží zvuk harfy, která se proto v českých operních a symfonických dílech často využívala pro vyjádření starobylosti. Zdeněk Fibich v roce 1873 složil symfonickou báseň Záboj, Slavoj a Luděk, kde slovanský motiv Záboje hrajícího na varyto vyjadřují právě harfy. Známým využitím harfy k připomenutí českého dávnověku je především začátek úvodní symfonické básně Vyšehrad z cyklu Má vlast od Bedřicha Smetany z roku 1874: harfy věštců, které jsou hlavním motivem skladby, jsou někdy vykládány jako připomínka Zábojova i Lumírova varyta.
Leoš Janáček ještě v době svých pražských studií v roce 1875 zkomponoval krátkou romantickou skladbu pro varhany nazvanou Varyto.
Varyto byl také název měsíčníku věnovaného hudbě, který vydával v Brně sbormistr a varhaník Emanuel Binko (1851–1893).